# Студенцы (Оренбургская область)
Студенцы — село в Саракташском районе Оренбургской области. Входит в состав Чёрноотрожского сельсовета.

## География
Находится на расстоянии примерно 31 километров по прямой на запад-северо-запад от районного центра поселка Саракташ.

## История
Образовалось село в 1808 году. Основали село казаки, а также крестьяне Московской, Псковской, Тамбовской губерний. Назвали село по реке Студёнка, которую назвали так за её холодную, ледяную, «студёную» воду (на дне реки били родники). К середине 19 века население села составляло около 1500 человек. В 1960 годы село становится третьим отделением совхоза «Колос». В 2004 году на базе обанкротившегося ЗАО «Колос» была создана новая структура — ООО «КХ Колос», вошедшее в 2005 году в состав научно-производственного объединения «Южный Урал».

## Население
Население составляло 346 человека в 2002 году (русские 50 %, казахи 43 %), 360 по переписи 2010 года.

## Достопримечательности
Храм Покрова Пресвятой Богородицы, построенный в 1862 году.